# 2021年
2021年（2021 ねん）は、西暦（グレゴリオ暦）による、金曜日から始まる平年。令和3年。
この項目では、国際的な視点に基づいた2021年について記載する。

## 他の紀年法
- 干支：辛丑（かのと うし）
- 日本（月日は一致）
  - 令和3年
  - 皇紀2681年
- 大韓民国（月日は一致）
  - 檀紀4354年
- 中華民国（月日は一致）
  - 中華民国110年
- 朝鮮民主主義人民共和国（月日は一致）
  - 主体年号110年
- 仏滅紀元：2563年閏10月6日 - 2564年閏9月12日
- イスラム暦：1442年5月17日 - 1443年5月26日
- ユダヤ暦：5781年4月17日 - 5782年4月27日
- Unix Time：1609459200 - 1640995199
- 修正ユリウス日(MJD)：59215 - 59579
- リリウス日(LD)：160056 - 160420

## カレンダー
| 1月 |    |    |    |    |    |    |
| 日  | 月 | 火 | 水 | 木 | 金 | 土 |
|     |    |    |    |    | 1  | 2  |
| 3   | 4  | 5  | 6  | 7  | 8  | 9  |
| 10  | 11 | 12 | 13 | 14 | 15 | 16 |
| 17  | 18 | 19 | 20 | 21 | 22 | 23 |
| 24  | 25 | 26 | 27 | 28 | 29 | 30 |
| 31  |    |    |    |    |    |    |
|     |    |    |    |    |    |    |

| 2月 |    |    |    |    |    |    |
| 日  | 月 | 火 | 水 | 木 | 金 | 土 |
|     | 1  | 2  | 3  | 4  | 5  | 6  |
| 7   | 8  | 9  | 10 | 11 | 12 | 13 |
| 14  | 15 | 16 | 17 | 18 | 19 | 20 |
| 21  | 22 | 23 | 24 | 25 | 26 | 27 |
| 28  |    |    |    |    |    |    |
|     |    |    |    |    |    |    |

| 3月 |    |    |    |    |    |    |
| 日  | 月 | 火 | 水 | 木 | 金 | 土 |
|     | 1  | 2  | 3  | 4  | 5  | 6  |
| 7   | 8  | 9  | 10 | 11 | 12 | 13 |
| 14  | 15 | 16 | 17 | 18 | 19 | 20 |
| 21  | 22 | 23 | 24 | 25 | 26 | 27 |
| 28  | 29 | 30 | 31 |    |    |    |
|     |    |    |    |    |    |    |

| 4月 |    |    |    |    |    |    |
| 日  | 月 | 火 | 水 | 木 | 金 | 土 |
|     |    |    |    | 1  | 2  | 3  |
| 4   | 5  | 6  | 7  | 8  | 9  | 10 |
| 11  | 12 | 13 | 14 | 15 | 16 | 17 |
| 18  | 19 | 20 | 21 | 22 | 23 | 24 |
| 25  | 26 | 27 | 28 | 29 | 30 |    |
|     |    |    |    |    |    |    |

| 5月 |    |    |    |    |    |    |
| 日  | 月 | 火 | 水 | 木 | 金 | 土 |
|     |    |    |    |    |    | 1  |
| 2   | 3  | 4  | 5  | 6  | 7  | 8  |
| 9   | 10 | 11 | 12 | 13 | 14 | 15 |
| 16  | 17 | 18 | 19 | 20 | 21 | 22 |
| 23  | 24 | 25 | 26 | 27 | 28 | 29 |
| 30  | 31 |    |    |    |    |    |
|     |    |    |    |    |    |    |

| 6月 |    |    |    |    |    |    |
| 日  | 月 | 火 | 水 | 木 | 金 | 土 |
|     |    | 1  | 2  | 3  | 4  | 5  |
| 6   | 7  | 8  | 9  | 10 | 11 | 12 |
| 13  | 14 | 15 | 16 | 17 | 18 | 19 |
| 20  | 21 | 22 | 23 | 24 | 25 | 26 |
| 27  | 28 | 29 | 30 |    |    |    |
|     |    |    |    |    |    |    |

| 7月 |    |    |    |    |    |    |
| 日  | 月 | 火 | 水 | 木 | 金 | 土 |
|     |    |    |    | 1  | 2  | 3  |
| 4   | 5  | 6  | 7  | 8  | 9  | 10 |
| 11  | 12 | 13 | 14 | 15 | 16 | 17 |
| 18  | 19 | 20 | 21 | 22 | 23 | 24 |
| 25  | 26 | 27 | 28 | 29 | 30 | 31 |
|     |    |    |    |    |    |    |

| 8月 |    |    |    |    |    |    |
| 日  | 月 | 火 | 水 | 木 | 金 | 土 |
| 1   | 2  | 3  | 4  | 5  | 6  | 7  |
| 8   | 9  | 10 | 11 | 12 | 13 | 14 |
| 15  | 16 | 17 | 18 | 19 | 20 | 21 |
| 22  | 23 | 24 | 25 | 26 | 27 | 28 |
| 29  | 30 | 31 |    |    |    |    |
|     |    |    |    |    |    |    |

| 9月 |    |    |    |    |    |    |
| 日  | 月 | 火 | 水 | 木 | 金 | 土 |
|     |    |    | 1  | 2  | 3  | 4  |
| 5   | 6  | 7  | 8  | 9  | 10 | 11 |
| 12  | 13 | 14 | 15 | 16 | 17 | 18 |
| 19  | 20 | 21 | 22 | 23 | 24 | 25 |
| 26  | 27 | 28 | 29 | 30 |    |    |
|     |    |    |    |    |    |    |

| 10月 |    |    |    |    |    |    |
| 日   | 月 | 火 | 水 | 木 | 金 | 土 |
|      |    |    |    |    | 1  | 2  |
| 3    | 4  | 5  | 6  | 7  | 8  | 9  |
| 10   | 11 | 12 | 13 | 14 | 15 | 16 |
| 17   | 18 | 19 | 20 | 21 | 22 | 23 |
| 24   | 25 | 26 | 27 | 28 | 29 | 30 |
| 31   |    |    |    |    |    |    |
|      |    |    |    |    |    |    |

| 11月 |    |    |    |    |    |    |
| 日   | 月 | 火 | 水 | 木 | 金 | 土 |
|      | 1  | 2  | 3  | 4  | 5  | 6  |
| 7    | 8  | 9  | 10 | 11 | 12 | 13 |
| 14   | 15 | 16 | 17 | 18 | 19 | 20 |
| 21   | 22 | 23 | 24 | 25 | 26 | 27 |
| 28   | 29 | 30 |    |    |    |    |
|      |    |    |    |    |    |    |

| 12月 |    |    |    |    |    |    |
| 日   | 月 | 火 | 水 | 木 | 金 | 土 |
|      |    |    | 1  | 2  | 3  | 4  |
| 5    | 6  | 7  | 8  | 9  | 10 | 11 |
| 12   | 13 | 14 | 15 | 16 | 17 | 18 |
| 19   | 20 | 21 | 22 | 23 | 24 | 25 |
| 26   | 27 | 28 | 29 | 30 | 31 |    |
|      |    |    |    |    |    |    |

## できごと

### 1月
- 1月5日 - 【北朝鮮】北朝鮮の朝鮮労働党が党大会を5年ぶりに平壌で開催[1]。
- 1月6日
  - 【アメリカ合衆国】アメリカ大統領選でのドナルド・トランプの敗北を認めない支持者が、ジョー・バイデンを次期大統領に正式に指名しようとしたアメリカ合衆国議会を襲撃[2]。
  - 【香港】香港警察が国家安全保障法に基づいて50人以上の民主主義活動家を逮捕[3]。
- 1月7日
  - 【アメリカ合衆国】アメリカ合衆国議会が民主党のジョー・バイデンを次期大統領に正式認定したことを受け、ドナルド・トランプは円滑な政権移行に協力する考えを示した[4]。事実上の敗北宣言との見方が出ている[5]。
  - 【世界・アメリカ合衆国】 Facebookがドナルド・トランプのアカウントを無期限に停止[6]。
  - 【世界】 テスラのイーロン・マスク最高経営責任者がアマゾンのジェフ・ベゾスを抜いて世界一の富豪の座に就いたとブルームバーグが報じる[7]。
  - 【アメリカ・台湾】アメリカ・国連代表部はケリー・クラフト国連大使が13 - 15日の日程で台湾を訪問すると発表[8]。
- 1月8日
  - 【大韓民国・日本】 従軍慰安婦問題で韓国の元慰安婦と遺族らが日本政府に損害賠償を求めた訴訟で、ソウル中央地裁が原告の請求通り1人当たり1億ウォン（約950万円）の支払いを命じる判決を言い渡した[9]。
  - 【アメリカ合衆国】Twitterは、現職アメリカ合衆国大統領であるドナルド・トランプのアカウントを永久に停止すると発表した[10]。1月6日の議会襲撃事件に関連して、さらに暴力を扇動するリスクがあると判断した[11]。
- 1月9日
  - 【インドネシア】ジャカルタ郊外のスカルノ・ハッタ国際空港を離陸直後のスリウィジャヤ航空182便がジャワ海に墜落し、乗員乗客62人全員が死亡した[12]。
  - 【北朝鮮】北朝鮮の朝鮮労働党が党大会5日目の会議で、党規約改正に関する決定書が採択[13]。
  - 【中華人民共和国】中国商務省が中国企業や市民に対する外国の「不当な法律や規制に対抗」するための新規則を公表[14]。
  - 【アメリカ合衆国・台湾】アメリカ合衆国国務長官のマイク・ポンペオが、アメリカと台湾の当局者間の接触に関する「自主規制」を解除すると発表[15]。
  - 【イギリス】イギリスのエリザベス女王と、夫のフィリップが新型コロナウイルス（COVID-19）のワクチン接種を受ける[16]。
- 1月10日
  - 【北朝鮮】北朝鮮の金正恩・朝鮮労働党委員長が党大会で党総書記に選出[17]。
- 1月11日
  - 【アメリカ合衆国】 米連邦捜査局（FBI）が、バイデン次期大統領の就任式までの間に武装した人々による抗議行動が起こる可能性があるとして警告を発した[18]。
  - 【世界】 （日本時間）ジョンズ・ホプキンズ大学の集計によると、新型コロナウイルスの感染者が世界全体で9000万人を超える。2020年12月下旬に8000万人に達した際と同様、過去最短の15日間で1000万人増加した[19][20]。国別ではアメリカ（約2240万人）、インド（約1050万人）、ブラジル（約810万人）と続く[20]。
  - 【中華人民共和国】 中国政府が、新型コロナウイルス（SARS-CoV-2）の起源解明に向けた世界保健機関の国際調査団が同月14日に中国を訪問すると発表[21][22]。
  - 【中華人民共和国】 中国の百度が電気自動車の製造販売に乗り出すと発表[23]。
  - 【アメリカ合衆国】 アメリカのカリフォルニア州・サンディエゴの動物園で飼育されているゴリラのうち、少なくとも2頭が新型コロナウイルスの検査で陽性だったと動物園が発表。大型類人猿への自然感染が判明したケースとしては初[24]。
- 1月12日
  - 【世界・アメリカ合衆国】 YouTubeはドナルド・トランプのチャンネルでの新規の動画投稿やライブ配信を少なくとも7日間停止すると発表。また暴力を扇動する恐れがあると考えられるコンテンツに対する同社の指針に違反しているとし、複数の動画を削除した[25]。
  - 【シリア・イスラエル】シリア東部で親イランの民兵組織などを標的とした、イスラエル軍によると見られる空爆、過去最悪規模の被害が出る。57人が死亡した[26]。
  - 【アメリカ合衆国・台湾】アメリカ合衆国国務省は、予定されていたケリー・クラフト国連大使の台湾訪問を中止したと発表[27]。
- 1月13日
  - 【アメリカ合衆国】 アメリカのトランプ大統領が暴力や違法行為、破壊活動を批判する声明を発表[28]。
  - 【アメリカ合衆国】 米下院本会議は現職大統領のドナルド・トランプが支持勢力を扇動して連邦議会議事堂を襲撃・占拠させたとして罷免を求める弾劾訴追決議案を賛成232票、反対197票の賛成多数で可決。共和党からも10人の議員が賛成に回った。2019年にもウクライナ疑惑で弾劾訴追されており、米大統領が在任中に2回弾劾訴追されるのは史上初[29][30]。
  - 【世界・アメリカ合衆国】人権団体・ヒューマン・ライツ・ウォッチが発表した、世界の人権状況に関する年次報告でトランプ大統領について「大統領としての4年間、人権に無関心かつ敵対的で、人種や宗教上のマイノリティーに対する憎悪を助長させた」と強く非難した[31]。
  - 【アメリカ合衆国】アメリカ・ニューヨーク市のビル・デブラシオ市長がトランプ大統領一族が運営する企業「トランプ・オーガニゼーション」との契約を打ち切ると発表[32]。
  - *【アメリカ合衆国・中華人民共和国】トランプ政権は新疆ウイグル自治区での中国政府による人権侵害問題で、同自治区からの綿製品とトマト製品の輸入を禁止すると発表[33]。
  - 【イタリア】 イタリアのマッテオ・レンツィ元首相は記者会見で、自ら率いる中道左派少数政党「イタリア・ビバ」が連立政権から離脱すると発表。同党の閣僚2人が辞任[34]。
  - 【イラン・世界】 国際原子力機関（IAEA）のラファエル・グロッシ事務局長が、イランが金属ウラン製造に向けた研究開発活動に着手したとIAEA加盟国に報告[35][36]。
- 1月15日
  - 【ラオス】ラオスのトーンルン・シースリット・首相が党大会で中央委員会書記長に選出。ブンニャンから最高指導者の地位を継承した[37]。
  - 【オランダ】オランダのルッテ首相は育児手当不当返還の責任をとり、ウィレム・アレクサンダー国王に辞表を提出、内閣の総辞職を発表した[38]。

- 1月17日 -【ロシア】 ロシア反体制派指導者アレクセイ・ナワリヌイがシェレメーチエヴォ国際空港でロシア当局に拘束された[39]。釈放を求める大規模なデモが発生し、1月31日までに参加者・報道関係者など5,300人以上が拘束された[40]。

- 1月20日 - 【アメリカ合衆国】 アメリカ合衆国 前年11月3日の大統領選挙で、選挙人の過半数を獲得したジョー・バイデン（当時78歳）（民主党）[41]が46代目のアメリカ大統領に就任。
- 【世界】1月22日 - 核兵器禁止条約（50か国・地域以上が批准）が発効。国際条約では初の核兵器の保有を全面的に禁止するものである。
- 【世界】 1月27日 - （日本時間）ジョンズ・ホプキンズ大学の集計によると、新型コロナウイルスの感染者が世界全体で1億人を超える。国別ではアメリカ（約2543万人）、インド（約1068万人）、ブラジル（約893万人）と続く[42]が、その次はロシア（約371万6千人）と変異株（B.1.1.7）が猛威を振るうイギリス（約370万人）が僅差となっている[43]。一方、死者数も世界全体で215万人を超えており[42][43]、国別で多いのはアメリカ（約43万人）、ブラジル（約22万人）、インド（約15万人）の順となっている[43]。
- 1月31日 -【ベトナム】 ベトナム共産党の第13回大会が最高指導者である書記長にグエン・フー・チョンの留任を特例的に決定。

### 2月
- 2月1日 -【ミャンマー】 ミャンマー軍が軍事クーデターで政権を掌握[44]。
- 2月13日 - 【日本】日本・福島県沖を震源とする、マグニチュード(M)7.3の地震が発生[45]。
- 2月15日 - 【アメリカ合衆国】アメリカ合衆国連邦政府は、記録的な大寒波の影響で、テキサス州電力危機が発生、多数の死者が出ているテキサス州を対象とする非常事態宣言を発出[46]。

### 3月
- 3月3日 -【アメリカ合衆国】 イーロン・マスクがCEOを務めるスペースXが宇宙船・スターシップの高高度飛行に成功[47]。
- 3月5日 -【中華人民共和国】 中国で第13期全国人民代表大会が開幕[48][49]。
- 3月7日 - 【イギリス・アメリカ合衆国】アメリカCBSがイギリス王室を離れたハリー王子と妻メガン妃にインタビューする2時間の特別番組を放送[50]。
- 3月18日 - 【日本】大阪府のテーマパーク、ユニバーサル・スタジオ・ジャパンに『スーパーマリオ』を中心とする任天堂のコンピュータゲームの世界観を忠実に再現した世界で初めてのエリア、『スーパー・ニンテンドー・ワールド』がオープン。
- 3月20日 - 【日本】18時9分頃、宮城県沖（牡鹿半島の北東20 km付近）で震源の深さは59 km、地震の規模はマグニチュード（Mj）6.9の地震が発生。宮城県で最大震度5強を観測したほか、岩手県・宮城県・福島県で震度5弱を観測した。
- 宮城県沖地震 (2021年3月)も参照
- 【エジプト】3月23日 - エジプト・スエズ運河で日本の正栄汽船が保有し台湾の長栄海運が運用するコンテナ船が座礁した[51]。

### 4月
- 4月2日 - 【台湾】台湾東部・花蓮県、台湾鉄道・北廻線和仁駅 - 崇徳駅間を乗客498人を乗せ走行していた樹林発台東行き太魯閣自強号（タロコ号）第408列車が線路上で積載形トラッククレーンと衝突、脱線しトンネル内の壁に衝突した。この事故で少なくとも49人が死亡、245人が負傷した[52]。
- 4月12日 -【アメリカ合衆国・中華人民共和国】 米国ブリンケン国務長官が台湾へ圧力強化を続ける中国を非難[53]。
- 4月16日 - 【日本・アメリカ合衆国】日米首脳会談が行われる。共同声明で台湾について明記されたのは50年ぶりである。

### 5月
- 5月1日 - 【日本】10時27分頃、宮城県沖を震源とするM6.8の地震が発生。震源の深さ50km、宮城県大崎市、涌谷町、石巻市で震度5強を観測した他、青森県、岩手県、福島県で震度5弱を観測した。
- 5月8日 - 【アフガニスタン】アフガニスタン首都カブールの女子高等学校で自動車爆弾によるテロ事件。85人が死亡、147人が負傷した[54]。
- 5月23日
  - 【ベラルーシ】 アテネ発ヴィリニュス行きのライアンエアー4978便がベラルーシ領空を飛行中にミンスク・ナショナル空港に着陸させられ、搭乗していたベラルーシ野党系政治活動家ジャーナリストのラマン・プラタセヴィチらが拘束される事件が発生した[55]。
  - 【イタリア】イタリア北部のマッジョーレ湖の近くにあるストレーザ-アルピーノ-モッタローネ・ロープウェイが運行中に断線し、14人が死亡・子ども1人が重傷を負った。

### 6月
- 【世界】6月11日〜13日 - 第47回先進国首脳会議（G7サミット）がイギリス・コーンウォールで開催。
- 【アメリカ合衆国】6月17日〜20日 - 第121回全米オープンゴルフ（ アメリカ合衆国・トーリーパインズゴルフコース・サウスコース）[56]
- 【アメリカ合衆国】6月24日 - アメリカ・フロリダ州マイアミ近郊サーフサイド（英語版）で12階建てのコンドミニアム「チャンプレイン・タワーズ・サウス」が崩落する事故が発生。98人が死亡[57]。

### 7月
- 7月3日 -【日本】 日本静岡県熱海市伊豆山地区の逢初川で大規模な土石流が発生。死者・行方不明者28人、負傷者3人、損壊家屋131棟。
- 7月7日 - 【ハイチ】ハイチでジョブネル・モイーズ大統領が暗殺される事件が発生[58][59]。犯行グループのうち、当局の治安部隊によって4人が射殺、2人が拘束された[60]。
- 7月14日・15日 - 【ヨーロッパ】ヨーロッパで記録的な豪雨による大規模な洪水が発生[61]。
- 7月17日以降 - 【中華人民共和国】中国でも記録的な豪雨による大規模な洪水が発生。河南省などで甚大な被害。
- 7月23日 - 【日本】第32回夏季オリンピック（東京オリンピック）の開会式、新型コロナウイルス感染症（COVID-19）の世界的流行の影響により近代オリンピック史上初めて前年夏の開催日程から延期[62][63]、無観客開催を経て開催される（〜8月8日）[64]。205か国･地域と難民選手団を合わせて約1万1000人の選手が参加している[65]。

### 8月
- 8月1日 - 【日本】東京オリンピックに出場していたベラルーシの陸上競技選手のクリスツィナ・ツィマノウスカヤ選手が羽田空港で警官に亡命の意思を伝え警察に保護される。翌日に東京のポーランド大使館で人道的ビザが発給され[66]、同月4日にポーランドに到着し亡命[67]。
- 8月5日 - 【世界】（日本時間）ジョンズ・ホプキンズ大学の集計によると、新型コロナウイルスの感染者が世界全体で2億人を超える。国別ではアメリカ（約3530万人）、インド（約3180万人）、ブラジル（約2000万人）と続く。1月下旬に1億人を突破して以降、世界各地でワクチン接種が進められているが、その一方でデルタ株などの変異株が猛威を振るっており、この半年で倍増した。さらに死者数も世界全体で425万人を超えており、半年で200万人以上増加している[68]。
- 8月8日 - 【日本】第32回夏季オリンピック（東京オリンピック）の閉会式。
- 8月14日 - 【ハイチ】ハイチ西部でM7.2の地震が発生[69]。
- 8月15日
  - 【アフガニスタン】ターリバーンがアフガニスタン全土を支配下に置いたと宣言し、アシュラフ・ガニー政権（アフガニスタン・イスラム共和国）が事実上崩壊[70][71][72]。
  - 【香港】香港における民主化運動を主導していた団体のひとつ、民間人権陣線が解散を宣言[73]。
- 8月24日〜9月5日 -【日本】 第16回夏季パラリンピック（東京パラリンピック）開催。COVID-19の世界的流行の影響により前年夏の開催日程から延期となった[62][63][74]。
- 8月26日 - 【アフガニスタン】アフガニスタン・カーブル国際空港アビーゲート付近でISIL-Kによる自爆テロ事件が発生[75]。
- 8月30日 - 【アメリカ合衆国】バイデン米大統領は米軍のアフガニスタン撤退が期日を前に完了し、911同時多発テロ事件直後から「テロとの戦い」を理由に約20年間行われた軍事作戦終結を表明[76][77]。

### 9月
- 9月3日 -【日本】 日本の内閣総理大臣（首相）である菅義偉が同月に実施される自民党総裁選に立候補せず、辞任の意向を表明した[78]。
- 9月5日
  - 【ギニア】ギニア首都コナクリでクーデターが発生しアルファ・コンデ大統領が軍に拘束された[79][80]。
  - 【日本】第16回夏季パラリンピック（東京パラリンピック）の閉会式。
- 9月7日 ‐ 【エルサルバドル】エルサルバドルが世界で初めて法定通貨としてビットコインを導入[81]。
- 9月15日 - 【アメリカ合衆国】スペースXが民間人4人を乗せた宇宙船の打ち上げに成功する[82]。18日に無事にフロリダ州沖に着水し、史上初めての民間のみの宇宙船の地球周回を成功させる[83]。
- 9月19日 -【スペイン領カナリア諸島】 スペイン領カナリア諸島ラ・パルマ島のケンブレビエハ（クンブレビエハ）火山が50年ぶりに噴火した。約6000人が避難し、ペドロ・サンチェス首相は国連総会に参加する為の訪米を中止して現地入りした[84]。
- 9月17日〜19日 - 【ロシア】ロシア下院選挙が行われ、議席を減らすも与党の統一ロシアが勝利する[85]。
- 9月20日 - 【カナダ】カナダ総選挙が行われ、与党のカナダ自由党が第一党を維持[86]。
- 9月24日
  - 【アメリカ合衆国】第43回ライダーカップが アメリカ合衆国・ウィスリング・ストレイツで開幕[87]。COVID-19の世界的流行の影響により前年の開催日程から延期となった。
  - 【カナダ】2019年1月にイランとの違法取引と企業の機密情報を盗んだ罪で拘束されていたファーウェイの孟晩舟副会長兼CFOを開放する[88]。
- 9月26日 -【ドイツ】 2021年ドイツ連邦議会選挙が行われ、野党のドイツ社会民主党が与党のドイツキリスト教民主同盟を破り第一党へ。社会民主党が第一党になるのは2005年以来となる[89]。
- 9月29日 - 【日本】日本において菅義偉の自民党総裁としての任期（1期目、任期途中で辞任した安倍晋三の総裁残任期間を継承）が30日に満了することに伴う総裁選挙の投開票が行われ、岸田文雄が第27代自民党総裁に就任[90]。

### 10月
- 10月1日 - 【UAE】 アラブ首長国連邦 ドバイ国際博覧会が開幕。翌年3月31日まで開催予定。COVID-19の世界的流行の影響により前年の開催日程から延期となった[91]。
- 10月4日 - 【日本】日本において菅義偉内閣が総辞職[92]。自民党総裁の岸田文雄が第100代内閣総理大臣（首相）に就任した。
- 10月5日 - 【世界】Microsoft Windows 11がマイクロソフト社よりPC・タブレット向けに一般への提供が開始される[93]。
- 10月8日〜9日 - 【チェコ】チェコ下院選挙が行われ、野党連合のSUPOLが与党のANOに勝利する[94]。
- 10月10日 - 【イラク】2021年イラク国民議会選挙（英語版）[95]
- 10月12日 -【世界】 Microsoft Windows 10 Enterprise 2016 Long-Term Servicing Branch のメインストリームサポート終了。
- 10月13日 - 【ノルウェー】ノルウェーの町コングスベルグで人々が弓矢で襲われるコングスベルグ襲撃事件が発生。この事件により5人が死亡[96]。
- 10月14日
  - 【日本】日本において第205回国会（臨時会）会期末を迎え[97]、21日の任期満了を前に衆議院解散。
  - 【台湾】 台湾南部高雄市の雑居ビルで大規模火災が発生。死者46人[98]。
- 10月21日 - 【世界】Microsoft Silverlight 5 のサポートが終了。
- 10月25日 -【スーダン】 スーダンでクーデターが発生[99]。アブダッラー・ハムドゥーク首相や閣僚が軍によって拘束される[100]。
- 10月28日 - 【アメリカ合衆国】 Facebook Inc.がメタ・プラットホームズに社名変更[101]。
- 10月31日 - 【日本】第49回衆議院議員総選挙が実施される[102]。

### 11月
- 11月1日
  - 【世界】 （日本時間）ジョンズ・ホプキンズ大学の集計によると、新型コロナウイルス感染による世界全体の死者数が500万人を超えた[103]。
  - 【日本】日本で3代目となる新500円硬貨（バイカラークラッド貨幣）が発行[104]。新型コロナウイルス流行の影響を受け、事業者の機器改修などが遅れ、2021年度上期の発行予定から延期されていた[105]。
- 11月2日 - 【アメリカ合衆国】ニューヨーク市長選挙が投開票され、民主党から出馬していたエリック・アダムズが当選。史上2人目の黒人のニューヨーク市長となった[106]。
- 11月21日 -【チリ】 2021年チリ総選挙（英語版）が投開票されるも、当選に必要な得票率の過半数を会得した候補者がいなかったため、12月19日に得票率上位2人であるホセアントニオ・カストとガブリエル・ボリッチの決選投票が行われる[107]。

### 12月
- 12月1日 -【日本】  日本の皇族である敬宮愛子内親王が20歳の誕生日を迎え、成年皇族となる。
- 12月6日 - 【アメリカ合衆国】アメリカ合衆国が2022年北京オリンピックの外交ボイコットを表明[108][109][110]し、カナダやイギリス、オーストラリア、ニュージーランドもこれに続いた[111]。
- 12月9日 - 【メキシコ】約160人の不法移民を荷台に隠し乗せ米国に向かっていたトラックが横転し、55人が死亡[112]。
- 12月9日～12月10日 -【世界】 民主主義サミットがアメリカ合衆国のジョー・バイデン大統領によって主催された。Web会議形式の仮想サミットである。目的は「国内の民主主義を刷新し、海外の独裁国家に立ち向かうため」とされた [113][114]。
- 12月10日～12月11日 - 【アメリカ合衆国】 アメリカ合衆国・ケンタッキー州など8州で多数の竜巻が発生[115]。

- 12月12日 -【オランダ】 レッドブル・レーシングのマックス・フェルスタッペンがオランダ人として初めて、ホンダとしても30年振りのF1ワールドチャンピオンに輝いた[116]。
- 12月16日 - 【フィリピン】台風22号がフィリピンのシアルガオ島に上陸。この台風により400人以上が死亡[117]。
- 12月19日 - 【香港】中国主導の新選挙制度が施工されてから初めての香港立法会選挙が行われる。投票率は中国返還後で最も低くなり、親中派が90議席中89席を獲得する[118]。
- 12月25日 -【フランス領ギアナ】 ジェイムズ・ウェッブ宇宙望遠鏡（ハッブル宇宙望遠鏡の後継機）の打ち上げに成功する[119]。

## 周年
- 湾岸戦争から30年[120]。
  - 1月17日 - 多国籍軍がバグダード空襲で開戦[121]。
  - 2月27日 - 多国籍軍、クウェート解放[122]。
  - 2月28日 - 多国籍軍の勝利で終戦[122]。
- 1月15日 - ウィキペディア（Wikipedia）発足20周年。
- 2月22日 - カンタベリー地震発生から10年。
- 2月26日 - 任天堂の携帯型ゲーム機『ニンテンドー3DS』の発売から10周年。
- 2月27日 - 人気ゲーム『ポケットモンスター』シリーズ「ポケットモンスター 赤・緑」発売25周年。
- 3月11日
  - 東日本大震災発生から10年[123]。
  - 福島第一原子力発電所事故から10年[124]。
- 3月21日 - 任天堂の携帯型ゲーム機『ゲームボーイアドバンス』の発売から20周年。
- 4月1日 - オランダで世界初の同性婚が認められてから20年[125]。
- 4月12日
  - ユーリー・ガガーリンによる世界初の有人宇宙飛行から60周年[126]。
  - スペースシャトルの初ミッションから40周年（スペースシャトル・コロンビア号の宇宙空間への初飛行から40年）[127]。
- 6月23日
  - NINTENDO 64発売25周年。
  - セガのソニックシリーズ誕生30周年[128]。
- 6月27日 - ユーゴスラビア紛争開戦（十日間戦争）から30年。
- マリオ生誕40周年。
- 7月23日 - 中国共産党設立100周年。
- 7月24日 - 日本のテレビ局において、アナログ放送終了から10周年。
- 8月13日 - アステカが滅びてから500年。
- 8月21日 - 乃木坂46結成10周年。
- 9月8日 - 日本国との平和条約（サンフランシスコ平和条約）の署名から70周年。
- 9月10日 - 日本サッカー協会(当時は「大日本蹴球協會」)創立100周年。
- 9月11日 - アメリカ同時多発テロ事件から20年。
- 9月14日 - 任天堂の家庭用ゲーム機『ニンテンドー ゲームキューブ』の発売から20周年。
- 9月17日 - ウォール街を占拠せよ運動が発生して10年[129]。
- 9月18日 - 満州事変勃発から90年。
- 9月23日 - 藤子・F・不二雄没後25周年。
- 9月27日 - フランスの高速鉄道TGV運行開始から40周年。
- 9月28日 - 安田善次郎没後100年[130]。
- 10月1日
  - 海洋研究開発機構 (JAMSTEC)創立50周年。
  - ウォルト・ディズニー・ワールド・リゾート開園50周年。
- 10月6日 - 福北ゆたか線開業から20周年。
- 10月10日 - 辛亥革命の発端の武装蜂起から110周年[131]。
- 10月19日 - 日本国とソヴィエト社会主義共和国連邦との共同宣言（日ソ共同宣言）の署名から65周年。
- 10月23日 - トルコ東部地震発生から10年。
- 11月4日 - 原敬没後100年[132]。
- 11月11日 - SCE「PlayStation 3 (PS3) 発売から15周年。
- 11月15日 - マイクロソフト社の家庭用ゲーム機『Xbox』の発売から20周年（Xboxブランドの誕生から20年）。
- 12月2日 - 任天堂の家庭用ゲーム機『Wii』の発売から15周年。
- 12月8日 - 真珠湾攻撃から80年。
- 12月17日 - SCE「PlayStation Vita」(PS Vita) 発売から10周年。
- 12月18日 - 日本の国際連合（国連）への加盟から65周年。
- 12月25日 - ソビエト連邦の崩壊から30周年[133]。

## イベント
7月23日 - 新国立競技場で東京オリンピック夏季大会の開幕式が行われた。

## 政治
- 当年実施見込みの各国元首等の選挙（【】内は任期満了日）

## 芸術・文化・ファッション

### 音楽
- 2003年生まれの歌手、オリヴィア・ロドリゴがシングル"drivers license"でデビュー。
- V6が11月1日をもって解散

### 映画
新型コロナウイルス（COVID-19）の世界的流行により映画の撮影や映画館などにも様々な影響が出ており、前年から公開延期が相次いでいる。
実写映画
- 3月24日 - モンスターバースシリーズの第4作目となる『ゴジラvsコング』（監督：アダム・ウィンガード）が公開（HBO Maxのサービスを展開していない世界各国・地域での公開日、アメリカでは3月31日に劇場およびHBO Maxで公開・配信、日本では7月2日公開）[135][136][137]。新型コロナウイルス流行の影響で前年の公開予定（アメリカで11月20日先行[138]）から延期された。
- 5月28日 - クワイエット・プレイスの続編『クワイエット・プレイス 破られた沈黙』（監督：ジョン・クラシンスキー）がアメリカなどで公開（日本は6月18日公開、ニューヨークのプレミア上映は前年3月8日）。新型コロナウイルス流行の影響で前年の公開予定（アメリカで当初3月15日先行→のちに9月4日先行[139]）から再延期された[140]。
- 9月30日 - 007シリーズ最新作『007／ノー・タイム・トゥ・ダイ』（監督：キャリー・ジョージ・フクナガ）がイギリスなどで公開（日本では10月1日、アメリカなどでは10月8日公開）。新型コロナウイルス流行の影響で前年の公開予定（イギリスで当初4月2日先行→のちに11月12日先行[141]）から再延期された[142]。
- 11月19日 - ゴーストバスターズのオリジナル版の続編『ゴーストバスターズ/アフターライフ』（監督：ジェイソン・ライトマン）がアメリカなどで公開[143]（日本では翌年2月4日公開）。新型コロナウイルス流行の影響で前年の公開予定（アメリカで7月10日先行[144]、日本では同年中[145]）から延期された。
- 12月15日 - 映画「スパイダーマン」のホームシリーズ3部作の最終作となる『スパイダーマン:ノー・ウェイ・ホーム』（監督：ジョン・ワッツ）がイギリスなどで先行公開（日本では翌年1月7日公開）。
- 12月22日
  - マトリックスシリーズの18年ぶりの続編で、第4作目となる『マトリックス レザレクションズ』（監督：ラナ・ウォシャウスキー）がアメリカなどで公開[146]（日本は先行して12月17日公開[147]）。新型コロナウイルス流行の影響で5月21日の公開予定[148]から延期された。
  - キングスマンの最新作『キングスマン:ファースト・エージェント』（監督：マシュー・ヴォーン）が欧米などで公開（日本は12月24日公開[149]）。新型コロナウイルス流行の影響で前年の公開予定（アメリカで9月18日先行[150]）から延期された。

アニメ映画
- 3月8日 - ヱヴァ新劇場版4部作の完結編となる『シン・エヴァンゲリオン劇場版:||』（総監督・脚本：庵野秀明）が日本で公開[151][152]。新型コロナウイルス流行の影響で前年6月27日の公開予定[153][154][155]から延期された[156]。

### ゲーム
- 10月8日 - 任天堂がNintendo Switchの上位機種である有機ELモデルを発売[157]。

### 世相
- 「民間宇宙旅行元年[158][159][160]」

## スポーツ

### 夏季オリンピック・パラリンピック
夏季オリンピック・パラリンピックが 日本の東京で開催（1964年大会以来2回目）。新型コロナウイルス（COVID-19）の世界的流行の影響で、近代オリンピック史上初めて約1年延期された。
- 第32回夏季オリンピック（東京）
  - 開催期間：7月23日 - 8月8日（開会・閉会式：オリンピックスタジアム）
  - 参加選手数：205か国･地域と難民選手団を合わせて約1万1000人[65]。
  - 金メダル獲得数上位3か国：1位 アメリカ（金39、銀41、銅33〈計113〉）、2位 中国（金38、銀32、銅18〈計88〉）、3位 日本（金27、銀14、銅17〈計58〉）[161]。
- 第16回夏季パラリンピック（東京）
  - 開催期間：8月24日 - 9月5日（開会・閉会式：オリンピックスタジアム）
  - 参加選手数：162か国･地域と難民選手団を合わせて約4400人[74]。
  - 金メダル獲得数上位3か国：1位 中国（金96、銀60、銅51〈計207〉）、2位 イギリス（金41、銀38、銅45〈計124〉）、3位 アメリカ（金37、銀36、銅31〈計104〉）[162]。

## 誕生
- 6月4日 –  イギリス リリベット・ダイアナ・マウントバッテン＝ウィンザー、サセックス公ヘンリー王子と同妃メーガンの第2子

## ノーベル賞
- 物理学賞：真鍋淑郎、クラウス・ハッセルマン、ジョルジョ・パリージ
- 化学賞：ベンジャミン・リスト、デイヴィッド・マクミラン
- 生理学・医学賞：デヴィッド・ジュリアス、アーデム・パタプティアン
- 文学賞：アブドゥルラザク・グルナ
- 平和賞：マリア・レッサ、ドミトリー・ムラトフ
- 経済学賞：デヴィッド・カード、ヨシュア・アングリスト、グイド・インベンス